# Angela Brink
Angela Brink (født 10. maj 1972 i Edmonton, Canada) er en dansk journalist og skønlitterær forfatter med bl.a. romanen Tæsk (Gyldendal 2002) bag sig. Desuden er hun bidragyder til antologien De røde sko - feminisme nu (Tiderne Skifter 2002). Uddrag af hendes roman Tæsk er med i lærebogsantologien Fem års litteratur : 1998-2002 om toneangivende dansk litteratur i perioden (Systime 2002). Hun har endvidere bidraget til forskellige underground-magasiner med stilistisk eksperimenterende noveller. Senest har hun udgivet mini-digtsamlingen Din Krop (Jorinde & Joringel 2014), der handler om mandekroppen.
Angela Brink modtog legater fra Statens Kunstfond i 2002 og 2003.
Hun var i starten af 2000'erne en fremtrædende stemme i kønsrolledebatten som fast kommentator i Berlingske Tidende.
Ud over at have arbejdet som journalist på DR Radioavisens udlandsredaktion og været en flittigt brugt reporter og livereporter på TV2/Nyhederne, har Angela Brink også arbejdet som chef for kommunikation og public affairs i den borgerligt-liberale tænketank, CEPOS, som pressetalsmand i A.P. Møller-Mærsk Gruppen og som nyhedsreporter på Dagbladet BT og Kristeligt Dagblad. Hun har endvidere været redaktionschef i nyhedsanalyseafdelingen i en tænketank i De Forenede Arabiske Emirater (UAE) samt skrevet litteraturanmeldelser for Dagbladet Politiken. Sideløbende med en tilknytning til Weekendavisen, blev hun underviser i journalistik og politisk kommunikation på Grundtvigs Højskole i Hillerød. Hun arbejder i dag som chefredaktør på branchenyhedsmediet Fashion Forum.
Angela Brink har været fast deltager i panelet i DR P1-debatprogrammet Søndagsfrokosten. Hun var i en årrække fast deltager i Radio 24syvs debatprogram Rushys Roulette.
I november 2013 blev det meldt ud, at Angela Brink fremover vil være fast blogger for Jyllands-Posten.
Angela Brink fik stor kritik fra Brøndbyfans i august 2017, da hun i en kommentar i Fyens Stiftstidende skrev, at tilskuernes strakte arme for det utrænede øje kunne forveksles med at lave nazihilsener under en fodboldkamp mod FCK. Fyens Stiftstidende trak kommentaren tilbage og bragte efterfølgende en beklagelse. I journalisternes fagblad forklarede Angela Brink efterfølgende, at hendes klumme havde været gennem flere redaktionelle led på avisen og hvordan hun oplevede, at tidligere chefredaktør Troels Mylenberg forsøgte at ofre hende for at bringe de krænkede Brøndbyfans til tavshed.
Angela Brink er niece til Cavlingprismodtager Poul Brink. Hun fik i 2005 en søn med tv-vært og debattør Clement Kjersgaard.

## Eksterne kilder og henvisninger
- Omtale af Angela Brink i KVINFOs ekspertdatabase.
- Angela Brinks hjemmeside
- Angela Brinks blog på JP.dk

Artikel i Ekstrabladet om Angela Brinks nazi-beskyldninger mod Brøndbyfans]